# Breitenau am Hochlantsch
Breitenau am Hochlantsch osztrák mezőváros Stájerország Bruck-mürzzuschlagi járásában. 2017 januárjában 1720 lakosa volt.

## Elhelyezkedése

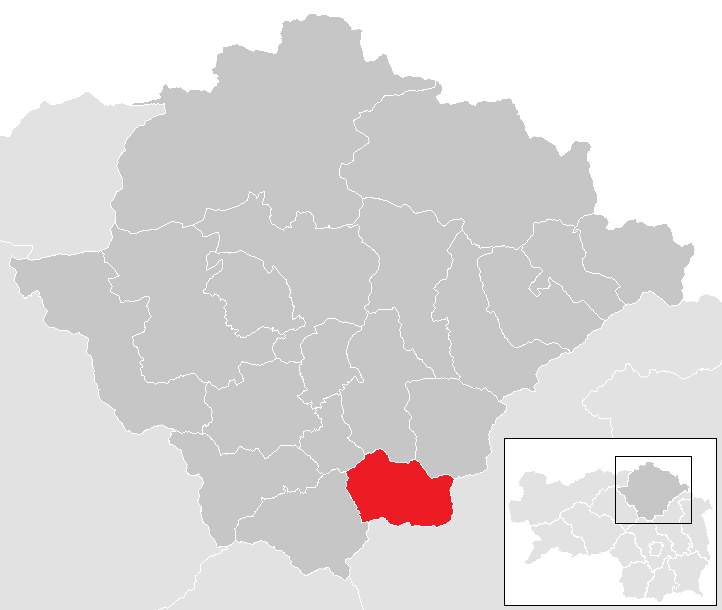
Breitenau am Hochlantsch a Bruck-mürzzuschlagi járásban

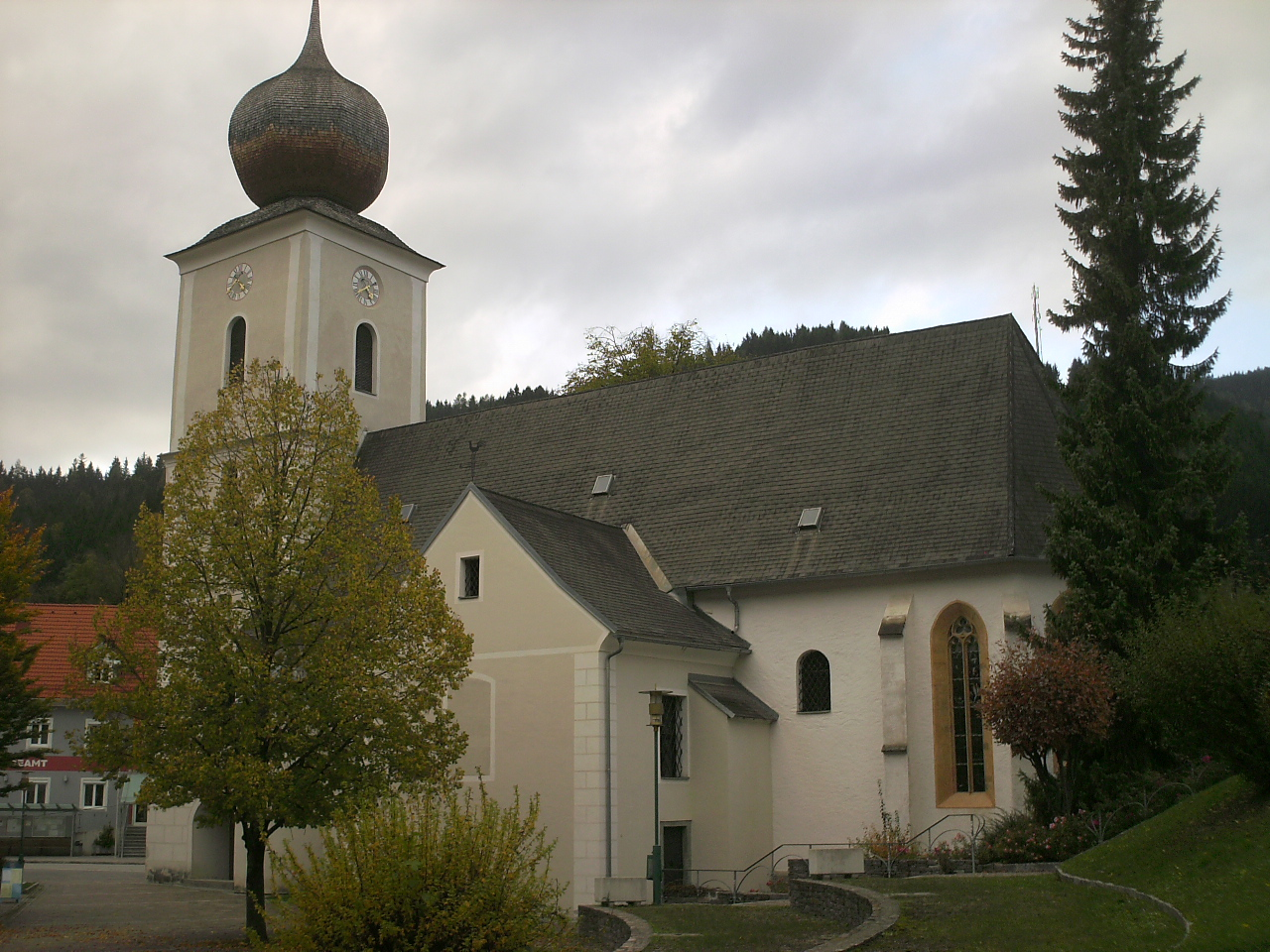
A Szt. Jakab-templom

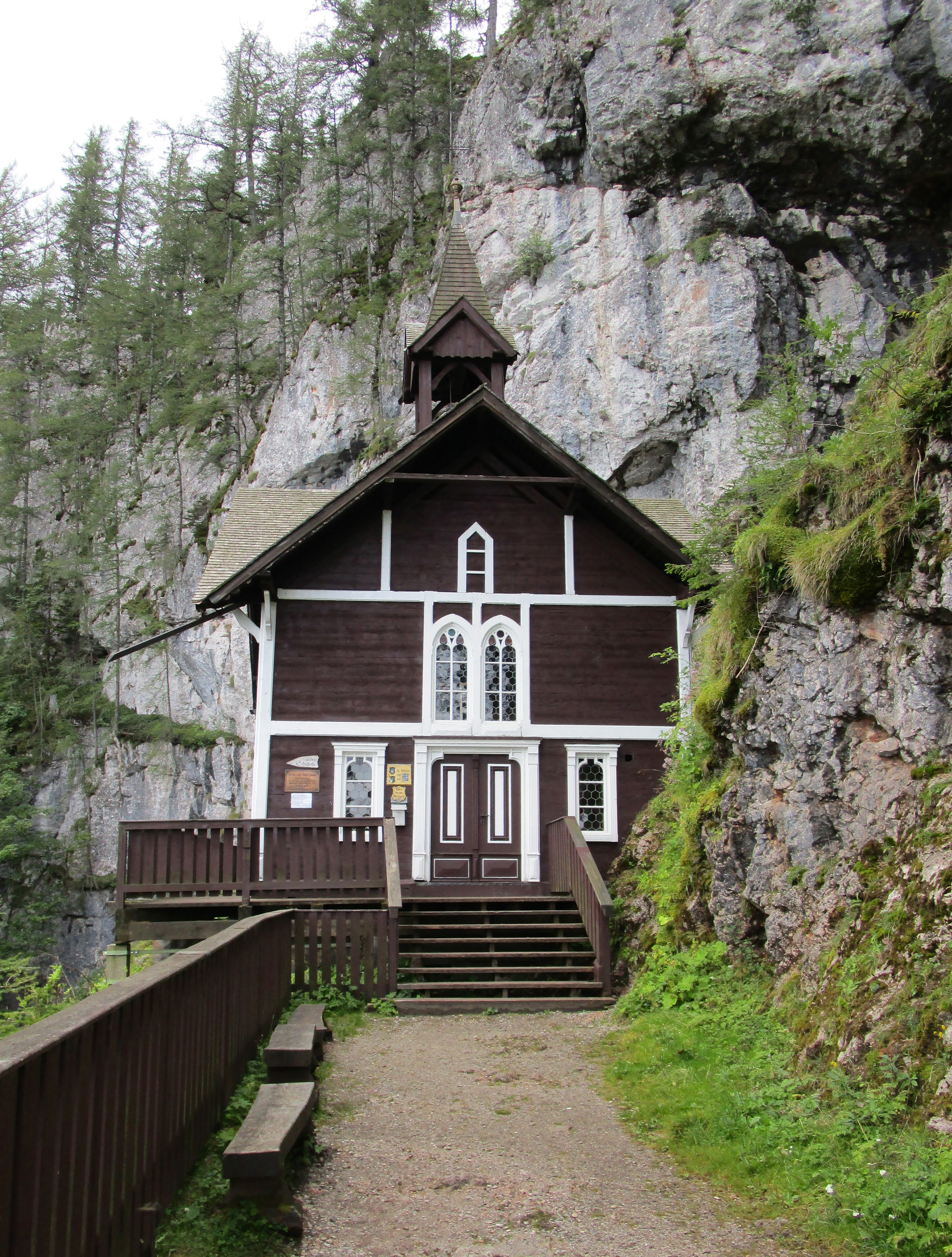
A Schüsserlbrunn-kápolna

Breitenau am Hochlantsch Felső-Stájerország keleti részén fekszik, a Mürz (a Mura mellékfolyója) völgyének egy mellékvölgyében, az északra fekvő Fischbachi-Alpok és a déli, 1720 méteres Hochlantsch között. Az önkormányzat két települést egyesít: Sankt Erhardot és Sankt Jakob-Breitenaut; a polgármesteri hivatal az utóbbiban található.
A környező önkormányzatok: délnyugatra Pernegg an der Mur, északnyugatra Sankt Marein im Mürztal, északra Kindberg, északkeletre Stanz im Mürztal, keletre Gasen, délkeletre Sankt Kathrein am Offenegg, délre Fladnitz an der Teichalm.

## Története
Az i.sz. 2. kis település terült el a mai mezőváros területén; a régészek kb. 30 római pénzérme alapján tudták azonosítani a korát. A 7-10 században szlávok telepedtek meg a térségben és számos helynév mai is szláv eredetű. 1150 körül a földbirtok a Pernegg családé lett, akik bajorokat telepítettek a völgybe; először az aljára, majd fokozatosan birtokba vették a lejtőket is. 1050-ben már aranyat bányásztak a Straßeggen. A következő századokban ezt ezüst-, ólom- és arzénércek kitermelése követte.
Szt. Erhard templomát 1250 körül építették. A falu hűbérurai, a Habsburgok 1360-ban gótikus stílusban újjáépítették és kibővítették. A Szt. Jakab-templom 1400-ban készült el; 1750-1826 között ez volt az egyházközség plébániatemploma. 1750-ig Breitenau Pernegg egyházközségének volt a része.
A 16. század elejétől kezdve vashámorok épültek a völgyben és a 20. századig a vasfeldolgozás fontos részét képezte a falvak gazdaságának. 1840-1873 között kohó is működött Breitenauban. 1906-ban magnezitfeldolgozó üzem nyílt.
1716-ban a falunak már tanítója volt, iskolája 1780-ban épült meg. 1953-2015 között középiskola is működött a településen, amit gazdaságossági okok miatt bezártak. Breitenau 1989-ben kapott mezővárosi státuszt.

## Lakosság
A Breitenau am Hochlantsch-i önkormányzat területén 2017 januárjában 1720 fő élt. A lakosságszám 1971-ben érte el csúcspontját 2891 fővel, azóta csökkenő tendenciát mutat. 2015-ben a helybeliek 96,5%-a volt osztrák állampolgár; a külföldiek közül 0,7% a régi (2004 előtti), 2,1% az új EU-tagállamokból érkezett. 2001-ben a lakosok 92,5%-a római katolikusnak, 3,7% evangélikusnak, 3% pedig felekezet nélkülinek vallotta magát. Ugyanekkor 3 magyar élt a mezővárosban.

## Látnivalók
- a Szt. Erhard-plébániatemplom
- a Szt. Jakab-templom
- a Schüsserlbrunn-kápolna
- a Hochreiter-ökopark állatsimogatóval

## Testvértelepülések
- Gerstungen (Németország)

## Fordítás
- Ez a szócikk részben vagy egészben  a   Breitenau am Hochlantsch című német Wikipédia-szócikk ezen változatának fordításán alapul.  Az eredeti cikk szerkesztőit annak laptörténete sorolja fel. Ez a jelzés csupán a megfogalmazás eredetét és a szerzői jogokat jelzi, nem szolgál a cikkben szereplő információk forrásmegjelöléseként.